# Krîvușa, Semenivka
Krîvușa (în ucraineană Кривуша) este un sat în comuna Ivanivka din raionul Semenivka, regiunea Cernihiv, Ucraina.

## Demografie
Componența lingvistică a localității Krîvușa
     Ucraineană (50%)
     Rusă (50%)
Conform recensământului din 2001, majoritatea populației localității Krîvușa era vorbitoare de ucraineană (50%), existând în minoritate și vorbitori de rusă (50%).